# Alvin and the Chipmunks: The Road Chip: Original Motion Picture Soundtrack
Alvin and the Chipmunks: The Road Chip: Original Motion Picture Soundtrack è la colonna sonora del film Alvin Superstar - Nessuno ci può fermare ed è stata pubblicata l'11 dicembre 2015, tre settimane prima che il film debuttasse nelle sale.

## Il disco
Questo CD si può considerare il terzo album dei Alvin and the Chipmunks, e della loro casa di produzione, la Bagdasarian Productions dopo anni di silenzio. Inoltre si tratta dei 46º album del gruppo. Questo Cd non contiene canzoni classiche del gruppo, ma cover di diversi artisti come Miami Sound Machine (Conga), DJ Snake i Lil Jon (Turn Down for What) o Mark Ronson i Bruno Mars (la celeberrima Uptown Funk).

## Tracce
1. Juicy Wiggle (Munk Remix) - Redfoo (featuring The Chipmunks)
2. Conga - The Chipmunks
3. Oh My Love - The Score
4. South Side - The Chipmunks
5. Iko Iko - The Chipmunks
6. Uptown Funk - The Chipmunks
7. Geronimo - Sheppard
8. Turn Down for What - The Chipmunks
9. Home - The Chipmunks and The Chipettes